# 无知之谷

西德“第一电视网”在东德的覆盖范围示意图，黑色地区为收不到西德电视讯号而被东德人称为“无知之谷”的地区，红点为西德的讯号发射站。

无知之谷（德語：Tal der Ahnungslosen）是东德的一个讽刺词汇，指的是东德东北格赖夫斯瓦尔德以及东南德累斯顿区无法接受到西德甚高頻广播及电视讯号的地带。经审查后播出的东德媒体是当地居民获取信息的唯一方式，这一地区的居民占东德人口的15%。
该名称主要得名于德累斯顿盆地附近的易北河山谷地形。

## 使用
虽然字面上该词主要代指的是德累斯顿易北河山谷，但东萨克森和西波美拉尼亞也被包含在内。
另一个讽刺词汇是将德國公共廣播聯盟的缩写ARD拆解为“除了德累斯顿地区”（Außer Raum Dresden）或“除了吕根岛和德累斯顿”（Außer Rügen und Dresden）。

## 效果
有意思的是，克恩和海因米勒（Kern，Hainmueller）等學者在2009年通过研究史塔西档案得出的结论是，相较能够接受西方媒体讯息的地区，不能收到西方媒体的地区反而对政治体制更加不满。作者认为西方媒体主要被东德居民当作娱乐消遣，而非用作质疑东德政权，適度的放鬆跟允許諷刺批判，降低了东德其他居民日常生活的枯燥感，使东德的共产政权更加稳定。

## 当代用法
现在这一词汇在德语中有时也会被用作指代德国东南部宽頻连接不畅的地方。